# Підгірне (Феодосійський район)
Підгі́рне (до 1948 року — Джанко́й, крим. Canköy) — село в Україні, у складі Феодосійського району Автономної Республіки Крим.
Відстань від райцентру до населеного пункта становить 9 кілометрів по прямій.